# Siegfried Bergengruen
Siegfried Bergengruen (* 16. April 1900 in Riga; † 16. April 1942) war ein deutschbaltischer Journalist und Schriftsteller. Er benutzte als Autor die Pseudonyme Quidam und Sigber.

## Leben
Siegfried Bergengruen war als Journalist für verschiedene Berliner Agenturen und Zeitschriften tätig und veröffentlichte zahlreiche Ratgeber-Artikel. 1930 war er Redakteur bei der Zeitschrift Der Zeitschritt, 1932 kurzzeitig Hauptschriftleiter von Eheglück und Liebesleben. Natur und Leben und Redakteur der Wochenzeitung Die Welt ein Roman. Auch als Chefredakteur der Zeitschrift Aufklärung, einer Monatszeitschrift für „Sexual- und Lebensreform“ (unter anderem über FKK und „umstrittene“ Filme) wird er für kurze Zeit in deren Impressum vermerkt (als Herausgeber wird auch Magnus Hirschfeld genannt). 1935/1936 war er Redakteur der Zeitschrift Der Tanz. Internationale Sachzeitschrift für Tanzkultur.
Zwei seiner Bücher wurden nach Kriegsende in die von der Deutschen Verwaltung für Volksbildung in der sowjetischen Besatzungszone herausgegebene „Liste der auszusondernden Literatur“ aufgenommen und aus den öffentlichen Bibliotheken entfernt, nämlich Der Dornenweg des letzten Zaren (1. Nachtrag von 1947) und Männer machen die Geschichte (3. Nachtrag von 1953).

## Werke (Auswahl)
- Gegen den Strom. Roman. Baltischer Verlag, Riga 1929 (Romanbibliothek der Riga am Sonntag Bd. 8)
  - Neuausgabe: Eden-Verlag, Berlin 1934  (Sammlung Neue Frauenromane Bd. 30)
- Teufel im Gottesland. Roman. Selle-Eysler, Berlin 1931 („Deutsche Illustrierte“-Roman-Bibliothek Buch 4)
- Der Dornenweg des letzten Zaren. Unter Benutzung des authentischen Materials geschrieben, Co-Autor: Konrad Linz. Selle-Eysler, Berlin 1931 („Deutsche Illustrierte“-Roman-Bibliothek Buch 8)
- Männer machen die Geschichte. Retter aus deutscher Not von Hermann dem Cherusker bis Adolf Hitler. Elf Kapitel deutscher Geschichte. Den historischen Quellen nacherzählt. Verlag Deutsches Volksbuch, Berlin 1933 (Deutsches Volksbuch Bd. 2)
- Um 17 Millionen. Kriminalroman. Eden-Verlag, Berlin 1934 (Sammlung Moderne Bücherei Bd. 26)
- Grit hat die Wahl. Roman. Eden-Verlag, Berlin 1934
- Die Puppen des Maharadscha. Kriminalroman. Eden-Verlag, Berlin 1934 (Sammlung Große Kriminalromane Bd. 1) (Volltext bei Gutenberg-DE)
- Der Schatz in der Düne. Ein Roman von Abenteuern und Arbeit an der Ostsee. Fortsetzungsroman (17 Folgen) in der Rigaschen Post, 18. Januar – 21. April 1935 (Digitalisat in der LNB)
- Vampyr von Gorno-Ul. Kriminalroman. Eden-Verlag, Berlin 1936 (Sammlung 50 Pfennig-Kriminal-Romane Bd. 43)
- Das Geheimnis des Irokesen. Kriminalroman. Eden-Verlag, Berlin 1936 (Sammlung 50 Pfennig-Kriminal-Romane Bd. 45)
- Geheimanschluß 666. Kriminalroman. Eden-Verlag, Berlin 1936 (Sammlung 50 Pfennig-Kriminal-Romane Bd. 46)